# リベリア軍
リベリア軍（リベリアぐん、英: Armed Forces of Liberia）は、リベリアの軍事組織である。リベリア辺境軍として1908年に設立された。
総司令官は大統領であり、軍人の最高位は参謀総長である。現在の参謀総長はプリンス・C・ジョンソン (Prince C. Johnson III) 少将。
リベリア内戦時のチャールズ・テーラー政権により大幅な軍縮が行われ、少年兵を含むリベリア国民愛国戦線の元ゲリラや対テロ部隊などの私兵が事実上の政府軍という状態になっていた。また、この間テーラー政権軍は台湾（中華民国）と国交を持っており、少数ながら武器の供給を受けていた。
内戦終結後、リベリア軍はアメリカ軍やダインコープ社の支援を得て再建された。

## データ
- 軍事部門 - 陸軍および空軍
- 軍事力
総兵員数 1,800人（設立時は2,100人）
- 軍事予算
アメリカドル換算 1,290万ドル（FY02）
GDPに占める割合 0.74%（FY02）

### 装備
歩兵用火器
- M1911
- M1ガーランド
- AIM自動小銃
- M16自動小銃
- FN FAL
- PKM

装甲戦闘車両
- STREIT Cougar装甲車

航空機
- DHC-4 カリブー
- セスナ 150K
- セスナ 172
- セスナ 180E スカイワゴン
- セスナ 206
- セスナ 208 キャラバン
- ボーイング707
- ボーイング727
- BAC 1-11
- Mi-2 ホプライト
- Mi-24 ハインド